# سلمى مردم بك
سلمى مردم بك (1935 - 1996) هي كاتبة سورية ومؤرخة تاريخية.

## حياتها المبكرة وتعليمها
ولدت مردم بك بسوريا في دمشق وتنتمي إلى عائلة مردم بك ذات الأصل التركي. والدها جميل مردم بك الذي كان رئيس وزراء سابق بسوريا ودرست في كلية الدراسات الشرقية في جامعة أوكسفورد حيث أطلقت على فرضيتها اسم سوريا 1935-45 وفقاً لوصف أبحاث مردم بك.

## المنشورات
ترجع شهرتها إلى نشر كتاب سيرة ذاتية عن والدها جميل مردم بك والذي يعود تاريخه إلى الفترة من 1939 إلى 1945. كتبت أول كتاب لها باللغة الفرنسية في بادئ الأمر تحت عنوان "سوريا وفرنسا:تقييم مشكوك فية" 1939-1945 (1994), ثم تم ترجمته بعد ذلك إلى اللغة الإنجليزية تحت عنوان "سعي سوريا للاستقلال" 1939-1945" (1997). وتمت ترجمة الكتاب أيضاً إلى اللغة العربية تحت اسم "جميل مردم بك".